# Neohenricia
Neohenricia is een geslacht uit de ijskruidfamilie (Aizoaceae). De soorten uit het geslacht komen voor van in de Kaapprovincie tot in de Vrijstaat in Zuid-Afrika.

## Soorten
- Neohenricia sibbettii (L.Bolus) L.Bolus
- Neohenricia spiculata S.A.Hammer

... · 
Antimima · 
Argyroderma · 
Carpobrotus · 
Disphyma · 
Dorotheanthus · 
Gibbaeum · 
Lapidaria · 
Lithops · 
Mesembryanthemum · 
Sceletium · 
Tetragonia · 
...